# ماساتاکا اوگاوا
ماساتاکا اوگاوا (انگلیسی: Masataka Ogawa؛ زاده ۲۱ فوریهٔ ۱۸۶۵ درگذشته ۱۱ ژوئیهٔ ۱۹۳۰) یک شیمیدان اهل ژاپن بود.
فلز رنیوم توسط ماساتاکا اوگاوا کشف گردید. او برای نخستین بار موفق به جداسازی این عنصر از ترکیبات دیگر گردید.